# موسی آصف‌الحسینی
موسی آصف‌الحسینی قاضی معمم و رئیس شعبه یک دادگاه انقلاب استان البرز است. وی از قاضیان صادرکننده احکام اعدام علیه معترضان در خیزش ۱۴۰۱ ایران است از جمله سید محمد حسینی و محمدمهدی کرمی که با حکم وی اعدام شدند. بی‌بی‌سی فارسی وی را یکی از «قاضیان مرگ» و یادآوری کننده دهه شصت می‌داند.
وی همچنین قاضی سه متهم زیر ۱۸ سال است که طبق ماده ۳۰۴ قانون آیین دادرسی کیفری در صلاحیت دادگاه انقلاب نیست. همچنین در چندین مورد وی از دسترسی به وکیل انتخابی جلوگیری کرده‌است.

بنابر گزارش اطلس زندان‌های ایران، آصف‌الحسینی در سرکوب و نقض حقوق مخالفان و منتقدان حکومت ایران، اقلیت‌های مذهبی، وکلا و فعالان حقوق بشر نقش گسترده‌ای داشته است. در بخشی از این گزارش آمده است قاضی آصف‌الحسینی در صدور اعدام‌های کیفری و اجرای آن در ملاعام نقش داشته است. [۷]

## تحریم‌ها
- ۲۰ فوریه ۲۰۲۳ وزارت امور خارجه بریتانیا اسامی ۳ قاضی، سه عضو سپاه پاسداران و دو فرماندار از جمله موسی آصف الحسینی را به فهرست تحریم‌ها اضافه کرد، این تحریم‌ها شامل مسدود شدن دارایی‌ها و ممنوعیت سفر به بریتانیا می‌باشد.[۷]

- ۱۹ ژوئن ۲۰۲۳ دولت کانادا اسامی هفت قاضی از جمله موسی آصف الحسینی را به فهرست تحریم ها اضافه کرد،طبق این تحریم که با بیانیه‌ای به امضای ملانی جولی وزیر خارجه کانادا رسیده هرگونه معامله با این افراد ممنوع است و دارایی‌های آنها در کانادا مسدود خواهد شد.[۸][۹]